# Сербська академія наук і мистецтв

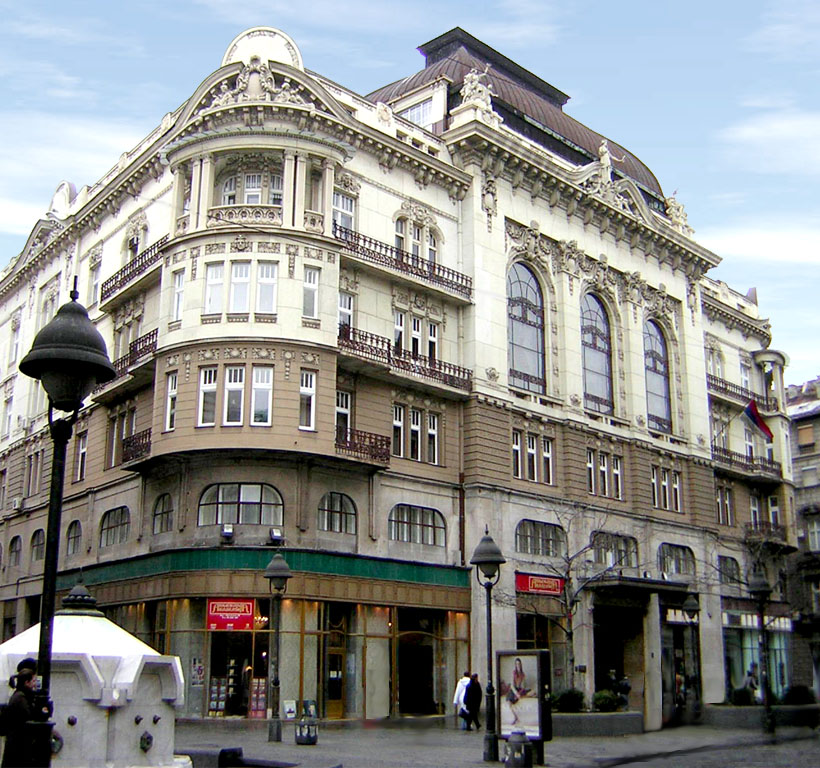
Будівля САНМ в Белграді. Вул. Князя Міхайлова, 35.

Се́рбська акаде́мія нау́к і мисте́цтв — найвища наукова і мистецька установа Сербії. Офіційна дата створення Академії 19 листопада 1841 року.
До 1886 року академія називалася Королівська сербська академія, потім до 1947 року Сербська королівська академія, після чого її перейменували в Сербську академію наук. Пізніше вже в 1960 році вона була перейменована в Сербську академію наук і мистецтв (скороченоСАНМ).
Членом Сербської академії наук і мистецтв від 1892 був український письменник Пантелеймон Куліш.

## Заснування
Академія була створена відповідно до закону від 1 листопада 1886 року, який був прийнятий парламентом, а король Мілан Обренович обнародував його в місті Ніш. Закон називався Основний закон Королівської сербської академії і передбачав, що перших академіків вибере король, а вони вже будуть самі приймати нових членів.
5 квітня 1887 король Мілан назначив 16 перших академіків. Тоді в академії було чотири відділи і кожен відділ отримав по чотири академіки. Серед них були:
Академія природних наук
- Йосиф Панчич
- Димитріє Нешич
- Йован Жуйович
- Любомир Клерич

Академія філософських наук
- Стоян Новакович
- Мілан Куюндзич Абердар
- Светислав Вулович
- Светомир Николаєвич

Академія соціальних наук
- Чедомиль Миятович
- Мілан Мілічевич
- Любомир Ковачевич
- Панта Сречкович

Академія мистецтв
- Любомир Ненадович
- Матия Бан
- Михайло Валтрович
- Даворин Єнко

Першим президентом академії був Йосиф Панчич, а секретарем Йован Жуйович.
З часом кількість членів збільшилася в двічі. Всіх нових членів обирали самі академіки, зважаючи на обсяг, безпечність, незалежність та старанність роботи кандидатів. Згідно з законом про створення Сербської королівської академії, під управління академії потрапляли Народна бібліотека і Музей сербських земель. Від 22 січня 1901 року Сербська королівська академія контролювала лише бібліотеку, а від музею лише отримувала щорічний звіт. Першом президентом Академії (три роки) був Йосиф Панчич, потім: Чедомиль Миятович, Мілан Мілічевич, Йован Мишкович, Джордже Нешич, Йован Ристич, Сима Лозанич, Стоян Новакович, Йован Жуйович, Йован Цвіїч.
В 1892 Сербська королівська академія була об'єднана з Сербським вченим товариство За рішенням міністра освіти від 9 квітня 1891 і отримала під контроль великий архів старих документів і велику бібліотеку. В 1893 році в академії було засновано лексикографічний відділ (працював над «Словником») і етнографічний відділ (досліджував сербські села). Крім того основна задача академії полягала в науковій роботі її членів і публікації їхніх робіт. Сербська королівська академія наук видала:
- 1.Голос Сербської королівської академії :
  - а) I розділ: містить обговорення природних наук і математики;
  - б) II розділ: обговорення філософських, лінгвістичних, правових та історичних наук;
- 2. Пам'ятки (I і II розділи);
- 3. Сербська Етнографічна Антологія, яка містить:
  - а) Різні етнографічні матеріали,
  - б) Поселення сербських земель,
  - ц) Звичаї сербського народу,
  - д) Сербські народні ігри,
  - е) Сербські народні їжа та напої;
- 4. Праці з історії, мови і літератури сербського народу
  - I. відділ: Пам'ятки сербською мовою;
  - II. відділ: Пам'ятки іншими мовами;;
- 5. Діалектична збірка;
- 6. Спеціальні випуски.

## Попередники академії

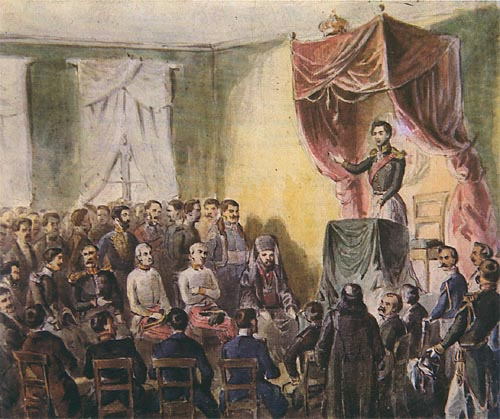
Князя Михайло Обренович говорить з членами ССС на першому засіданні 8 червня 1842 року, фотографія Анастаса Йовановича

Сербська королівська академія не була першою науковою установою Сербії. Попередниками академії були Спільнота сербської словесності і Сербське наукове товариство. Спільнота сербської словесності була заснована 31 травня 1842 року і проіснувала до 27 січня 1864 року, коли князь Михайло Обренович закрив його своїм наказом. 29 липня 1864 року було засновано Сербське наукове товариство, яке насправді було відновленим ССС.
Проте доля Сербського наукового товариства була такою ж як і ССС, через конфлікт з міністром освіту його дію було призупинено 13 травня 1886. Законом від 1 листопада 1886 створена Сербська королівська академія, якій належали бібліотека, архів і маєтки СНТ. Проте 25 липня 1887 року СНТ було знову відкрите. Конфлікт між науковими товариствами був вичерпаний пропозицією міністра освіти до об'єднання двох закладів в 1892 році.

## Історія розвитку

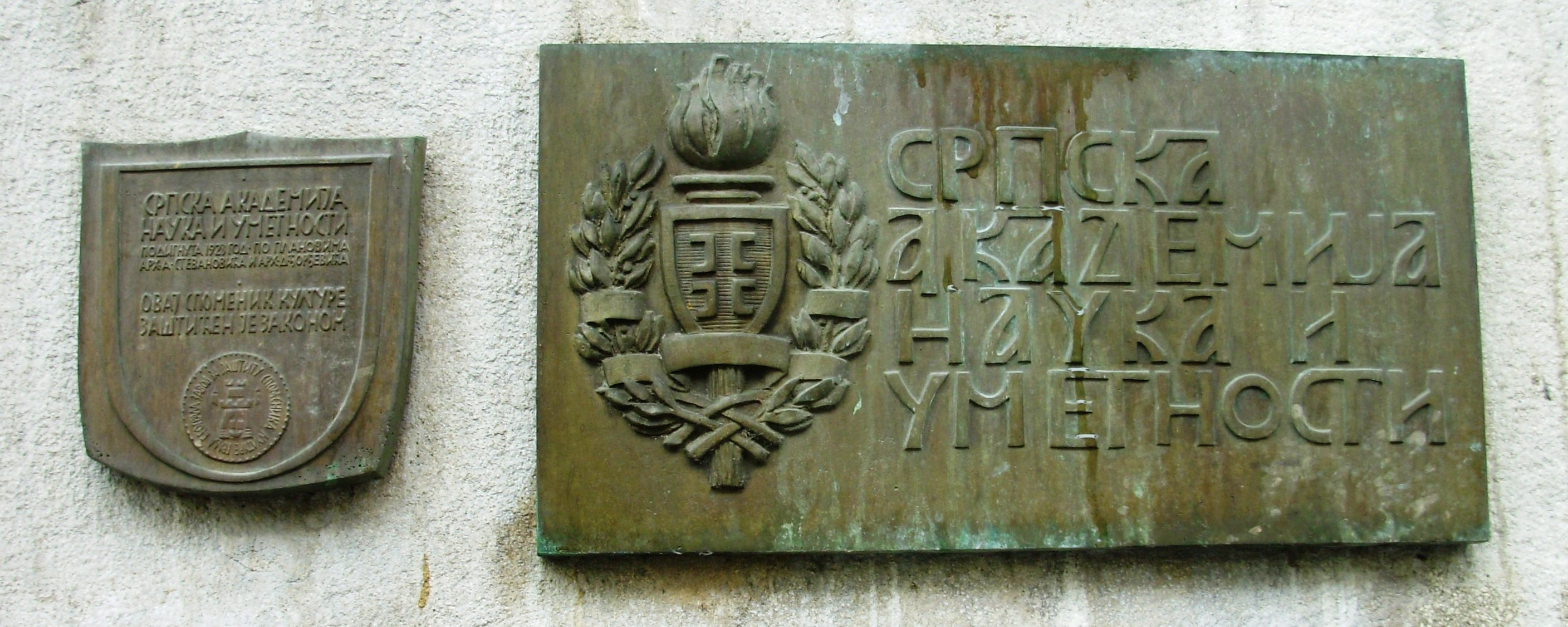
Табличка на будівлі в Белграді

Після 60 років існування під назвою «Сербська королівська академія», заклад змінив свою назву на законних підставах від 30 червня 1947. Так як організація більше не буда під керівництвом короля вона назвалась просто Сербська академія наук. Також була змінена структура академії, замість чотирьох відділів стало шість:
1. природно-математичних наук,
2. технічних наук,
3. медичних наук,
4. Літератури і мови,
5. Громадських наук
6. Образотворче і музичне мистецтво.

З 1998 академія має 8 відділень, оскільки відділ математики і природничих наук розділений на два відділи: Відділ математики, фізики та геонаук і Відділення хімічних і біологічних наук, а також, Відділ соціальних наук розділився на два відділи, один зберіг стару назву, а другий називається Департамент історичних наук.

## Будівля САНУ
Академія з 1909 до 1952 була розташована на Бранковій вулиці 15. Ця будівля була зруйнована в 1963 році. Після цього, Академія переїхала на Князя Михайлового 35, в будинок в центрі міста, де вона розташована і зараз.
Будівля Сербської академії наук і мистецтв (САНУ), протягом майже століття прикрашає вулицю Князя Михайлова вносячи дух французького декоративізму в архітектуру Белграда. Шашки, пропозиції та проекти з підвищення цих величних палаців були створені з першого дня його створення 1886 рік, але в його структурі переміщається тільки в 1952 році.

## Під егідою САНУ

### Інститути САНУ
Під егідою САНУ знаходяться наступні інститути:
- Інститут балканських досліджень СНАУ
- Інститут дослідження Візантії САНУ
- Географічний інститут Йован Цвиїча САНУ
- Етнографічний інститут САНУ
- Інститут  сербської мови САНУ
- Інститут технічних наук САНУ
- Математичний інститут САНУ
- Музичнийінститут САНУ.

В ранньому періоді академії ще було два інститути: Археологічний інститут САНУ і Історичний інститут САНУ.

### Огранци САНУ

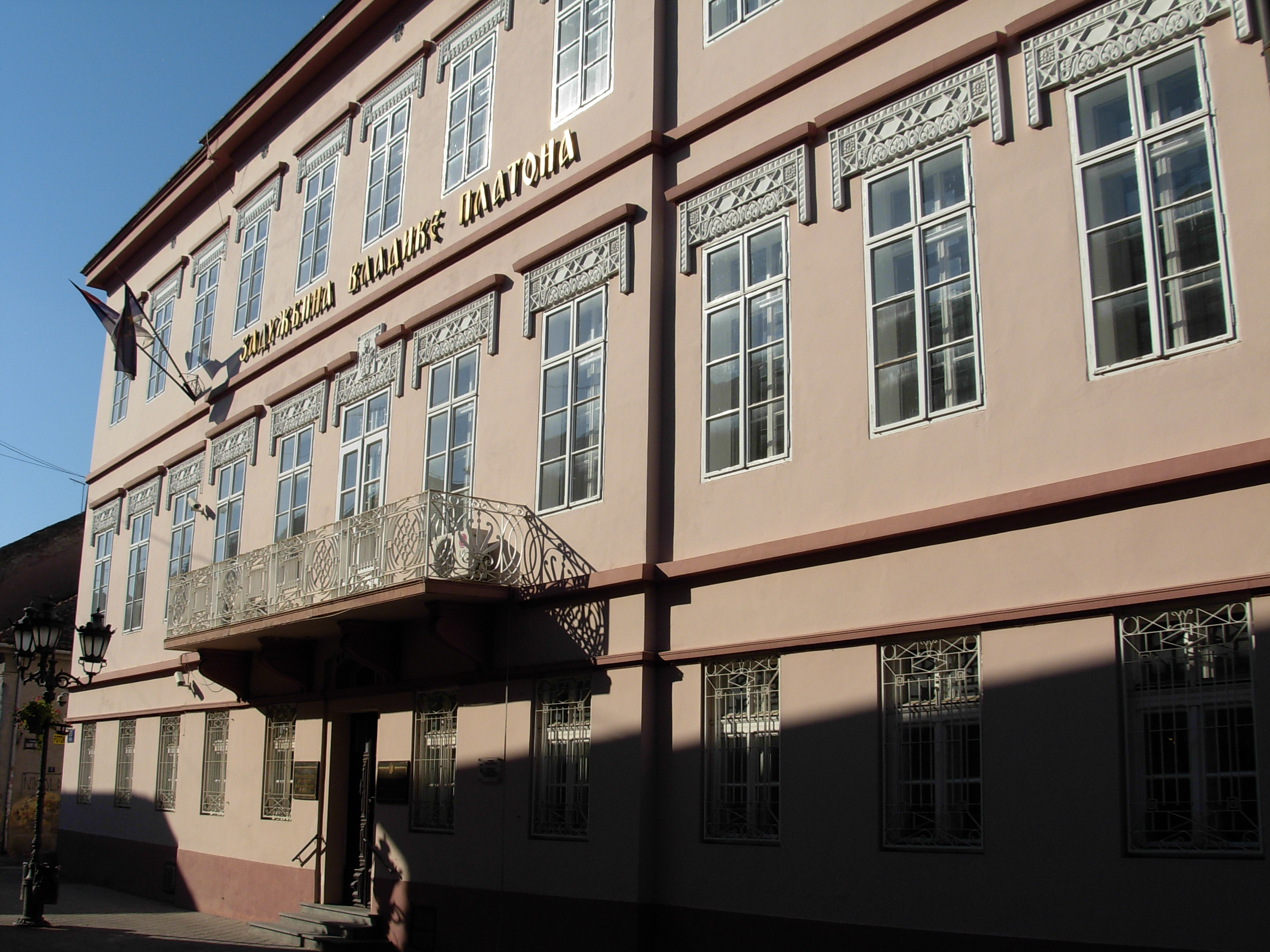
Філія в Новом Саду

Сербська академія наук і мистецтв має філіали в Новом Саду і в Нішу. Філія в Нішу засновано в 2016 році, її президентом було обрано Нінослав Стоядиновича, віце-президентом Милорада Митковича, а секретарем Владимира Ракочевича.
Воєводинська академія наук була заснована в 1979 році, а в 1992 увійшла в склад Сербської академії наук і мистецтв як Філія в Новому Саді.

### Центр наукових досліджень в Крагуєвці
Сербська академія наук і мистецтв очолює Центр наукових досліджень в Крагуєвці, який був створений за підтримки університету в Крагуєвці.

## Члени академії

### Виборча асамблея
Нові члени академії обираються виборчою асамблеєю, яка з 1985 року проводиться кожні три роки. Останній раз виборча асамблея була скликана 5 листопада 2015 року.

### Президенти академії
Далі наведено список всіх президентів Сербської академії наук і мистецтв:
- 1887—1888 Йосиф Панчич
- 1888—1889 Чедомиль Миятович
- 1892—1895 Димитриє Нешич
- 1896—1899 Мілан Мілічевич
- 1899 Йован Ристич
- 1899—1900 Сима Лозанич
- 1900—1903 Йован Мишкович
- 1903—1906 Сима Лозанич
- 1906—1915 Стоян Новакович
- 1915—1921 Йован Жуйович
- 1921—1927 Йован Цвиїч
- 1928—1931 Слободан Йованович
- 1931—1937 Богдан Гаврилович
- 1937—1960 Александар Белич
- 1960—1965 Ілія Джурічіч
- 1965—1971 Велибор Глігоріч
- 1971—1981 Павле Савич
- 1981—1994 Душан Каназир
- 1994—1998 Александар Деспич
- 1999—2003 Деян Медакович
- 2003—2015 Никола Хайдин
- 2015- Владимир Костич